# 뉴클리어 이디엇츠
뉴클리어 이디엇츠는 대한민국의 음악 그룹이다. 2017년 EP 앨범 [Brave New World]로 데뷔했다.

## 방송
- 락쿵 (2022) - Top6

## 음반
- Brave New World (2017)
- Liberate (2018)
- Riot (2019)
- ANTI SOCIETY (2019)
- 락쿵 Semi Final Part 2 (2022)
- 락쿵 Final (2022)
- NCLRIDTS (2022)
- Firecracker (2023)
- CYBERPUNK 1999 (2024)

## 공연
- NO MERCY FEST [SUMMER HAMMER] (2020)
- 문래메탈시티 Mullae Metal City 2022 (2022)
- KB Pay X 인천펜타포트락페스티벌 2022 (2022)
- 2023 노머시 업라이징 (2023)
- JUMF 2024 전주얼티밋뮤직페스티벌 (2024)